# Fernando Delapuente
Fernando Delapuente Rodríguez-Quijano, (Santander, 25 de abril de 1909 -  Madrid, 1 de noviembre de 1975) fue un pintor español.

## Biografía
Delapuente nació en 1909 en Santander y se trasladó hasta Madrid en 1927 para comenzar a estudiar Ingeniería industrial a la vez que lo simultaneaba con su actividad artística. Fundó y presidió la empresa constructora EOSA (Madrid).
Estando movilizado con el ejército en Olot (Gerona) conoció a Álvaro del Portillo.
En 1929 ingresó en la Escuela Superior de Pintura, Escultura y Grabado, y en 1930, fue admitido  en la Real Academia de Bellas Artes de San Fernando.
En 1933 terminó de estudiar ingeniería industrial, siendo posteriormente catedrático. Si bien dejó dicha profesión por la pintura. También en 1933 comienza sus viajes, pese a no haber concluido sus estudios en Bellas Artes, que finalizará en 1940. 
A primeros de febrero de 1940 se trasladó a vivir a la residencia Jenner, y el 10 de febrero de ese año pidió la admisión en el Opus Dei.
Sus viajes por Europa y España le llevan a vivir en Roma, París y Londres durante varios años, donde admira las obras de otros pintores. El viaje por Italia le influye especialmente, donde conoce con más profundidad la obra de Chirico, Cassorati, Carrá y Modigliani y asume varios de sus planteamientos estéticos.
Realizó exposiciones en: las Galerías Layetanas de Barcelona (1955), en el Museo de Bellas Artes de Santander (1956), en la Galería Berezit de París (1957), en las Galerías Durand-ruel de París y en la Sala Neblí de Madrid (1958), en Toronto (Canadá, 1968); en Madrid (1970) y Santander (1971).
Delapuente dirigió el proyecto de construcción del edificio central de la Universidad de Navarra. Para su realización contó con la ayuda de los arquitectos: Ignacio Araujo, Juan Lahuerta y Heliodoro Dols. El 25 de octubre de 1960 el edificio fue inaugurado.
Su arte está entre el impresionismo y el expresionismo unido a ingenuismo. Sus obras son violentas y a la vez tranquilas y especialmente es un pintor de arquitectura-paisaje como el mar, las ciudades y las tierras, como la castellana, la andaluza o la italiana. Predominan las visiones marinas de aguas tranquilas, y en especial el paraje de la playa del Sardinero, formando parte de algunos de sus más bellos cuadros.